# 唐孝纯
唐孝纯（1924年—），女，江苏太仓人，中国人民大学教授，美国前总统老布什的专职中文教师。她是教育家、交通大学校长唐文治之孙女，教育家俞庆棠与交通大学教授唐庆诒之女。
唐孝纯于1946年赴美国留学，先后就读于科罗拉多州立教育学院（现北科罗拉多大学）、哥伦比亚大学师范学院，获成人教育专业硕士学位。回国后，参与筹建北京实验工农速成中学（现人大附中）并出任教务副主任。1959年起到中国人民大学工作，长期担任外语教研室主任。1970年代美国前总统老布什任美国驻北京联络处主任期间，曾担任其专职中文教师。